# إيمرية سبخية
إيمرية سبخية (الاسم العلمي: Eimeria paludosa) هي نوع من أسناخ صبغية تتبع جنس الإيمرية من فصيلة الإيمريات.